# شهرستان ایکن (کارولینای جنوبی)
شهرستان ایکن، کارولینای جنوبی (به انگلیسی: Aiken County, South Carolina) یک سکونتگاه مسکونی در ایالات متحده آمریکا است که در کارولینای جنوبی واقع شده‌است.

## خصوصیات
شهرستان ایکن ۲٬۷۹۷٫۲ کیلومترمربع مساحت دارد.